# フランシス・ピアポント
フランシス・ハリソン・ピアポント（英:Francis Harrison Pierpont、1814年1月25日-1899年3月24日）は、ウェストバージニア州の父と呼ばれるアメリカ合衆国の弁護士、政治家であり、南北戦争のときに北軍が支配していたバージニア州の部分の知事を務めた。ウェストバージニア州はその歴史における重要さを認めて、1910年にワシントンD.C.アメリカ合衆国議会議事堂の国立彫像ホール・コレクションに、州としては2つ目の彫像となるピアポントの大理石像を寄贈した。

## 初期の経歴
ピアポントはウェストバージニア州（当時はバージニア州）モーガンタウン近くで、そこの設立者であるザッキル・モーガンの近親として生まれ、現在のウェストバージニア州マリオン郡、当時はバージニア州西部で成長し、その人生の大半を地域の歴史に結びつけることになった。アレゲーニー・カレッジを卒業し、法律を勉強しながらバージニア州とミシシッピ州で学校の教師をした。1841年に法廷弁護士として認められ、1848年にはボルチモア・アンド・オハイオ鉄道のための地元の弁護士となった。政界に入る前にフェアモント州立大学の前身であるフェアモント男子女子神学校設立を手伝った。

## 政歴

### 南北戦争
ピアポントはエイブラハム・リンカーンの積極的な支持者であり、合衆国からバージニア州が脱退することの遠慮の無い反対者として政治により関わるようになった。バージニア州が脱退し戦争になったとき、アメリカ連合国への加入を拒んだバージニア州北部と北西部の郡からの代議員がホイーリング会議に集結した。これらの郡は最終的にその選出された役人が職を放棄してホイーリングに別の政府を設立し、ピアポントを暫定知事とすることを宣言した。この「復活バージニア州政府」は新しいバージニア憲法を起草し、アメリカ合衆国議会に代議員を送った。1862年、ピアポントは、ペンシルベニア州知事アンドリュー・グレグ・カーティンが組織し、ペンシルベニア州アルトゥーナで開催されたタカ派知事会議に出席した。この会議は最終的にエイブラハム・リンカーンの奴隷解放宣言と北軍の戦争遂行努力を支持した。
ピアポントの指導の下でホイーリングの政府は新しい別の州を創設することを問う住民投票を要求した。住民は圧倒的にこれを支持し、アメリカ合衆国議会に州創設の申請が行われ承認された。新しい州は名前をウェストバージニア州とし、1863年にアメリカ合衆国に加盟を認められた。アーサー・I・ボアマンがウェストバージニア州の知事に選出されたとき、ピアポントは北軍によって占領されたバージニア州北部の数郡から構成される「復活された」バージニア州の知事になった。復活されたバージニア州の州とはアレクサンドリアに設定され、南北戦争の残り期間続いた。
1865年に南北戦争が終わると、アンドリュー・ジョンソン大統領は再統合されたバージニア州の暫定知事にピアポントを指名し、州都はリッチモンドに戻された。

### レコンストラクション
ピアポントはアメリカ連合国の軍部と政府に仕えた政治家達に対し寛容の政策を採った。バージニア州政府は元南軍の者達にその失われた特権を回復させる法を成立させ始めたので、元北軍の共和党員の大半には不満だった。戦後、南部は次第にレコンストラクション政策に抵抗するようになり、アメリカ合衆国議会は1867年の軍事レコンストラクション法を成立させた。この法によって、バージニア州は1868年に「第一軍事統制地区」となり、ピアポントはその暫定知事の職をヘンリー・H・ウェルズと交代した。ウェルズは軍政府指揮官ジョン・マカリスター・スコフィールドが新しい憲法が執行されるまでとして指名した。南北戦争の歴史家リチャード・ローに拠れば、ピアポントの解任とウェルズの就任は、元バンデアビルトの職員でユリシーズ・グラントの友人だったハイラム・ボンドが画策したとしている。ピアポントは1867年から1868年のバージニア憲法改定会議で重要人物の一人となり、それが1869年の「アンダーウッド憲法」に繋がった。この後、ピアポントはバージニア政界を離れ、ウェストバージニア州で法律実務に戻った。
ピアポントは1870年にウェストバージニア州下院で1期を務めたが、民主党が州を支配した時に議席を失った。ピアポントの最後の公職はジェームズ・ガーフィールド大統領のときの内国歳入収税人だった。引退後はウェストバージニア歴史協会の設立に貢献し、1899年3月24日にピッツバーグで死んだ。その3年後にフェアモントのウッドローン墓地に移葬され、妻のジュリアや4人の子供のうちの3人の横に眠っている。